# Ида (ураган, 2009)
Ураган «Ида» (англ. Hurricane Ida) — одиннадцатый по счёту тропический циклон, девятый шторм и третий по счёту ураган в сезоне атлантических ураганов 2009 года.
Ураган сформировался из обычной области низкого давления в течение нескольких дней: 4 ноября у побережья Коста-Рики из области низкого давления образовалась тропическая депрессия 11 и уже на следующий день в статусе урагана первой категории по шкале ураганов Саффира — Симпсона обрушилась на побережье вблизи Тасбапауни, Никарагуа. Претерпев затем такое же быстрое ослабление своей силы стихия вернулась на уровень тропической депрессии, пересекла территорию Гондураса и 6 ноября вышла в акваторию Карибского моря не усиливаясь, но и не теряя плотно организованного потока циркуляции воздушных масс.
Ранним утром 7 ноября циклон стал вновь набирать свою мощь, усилившись сначала до тропического шторма, а к концу суток — до урагана первой категории. 8 ноября циклон достигает пика интенсивности над Карибским морем, перейдя в статус урагана второй категории по шкале Саффира — Симпсона. В начале следующих суток ураган вышел в акваторию Мексиканского залива, ослаб до уровня тропического шторма и 10 ноября в 07:00 по центральноамериканскому времени вступил на территорию штата Алабама в районе населённого пункта Бон-Секу. Два часа спустя, находясь над центральной частью Алабамы, стихия реформировалась во внетропический циклон и полностью рассеялась к 13 ноября 2009 года над бассейном Атлантического океана.

## Метеорологическая история

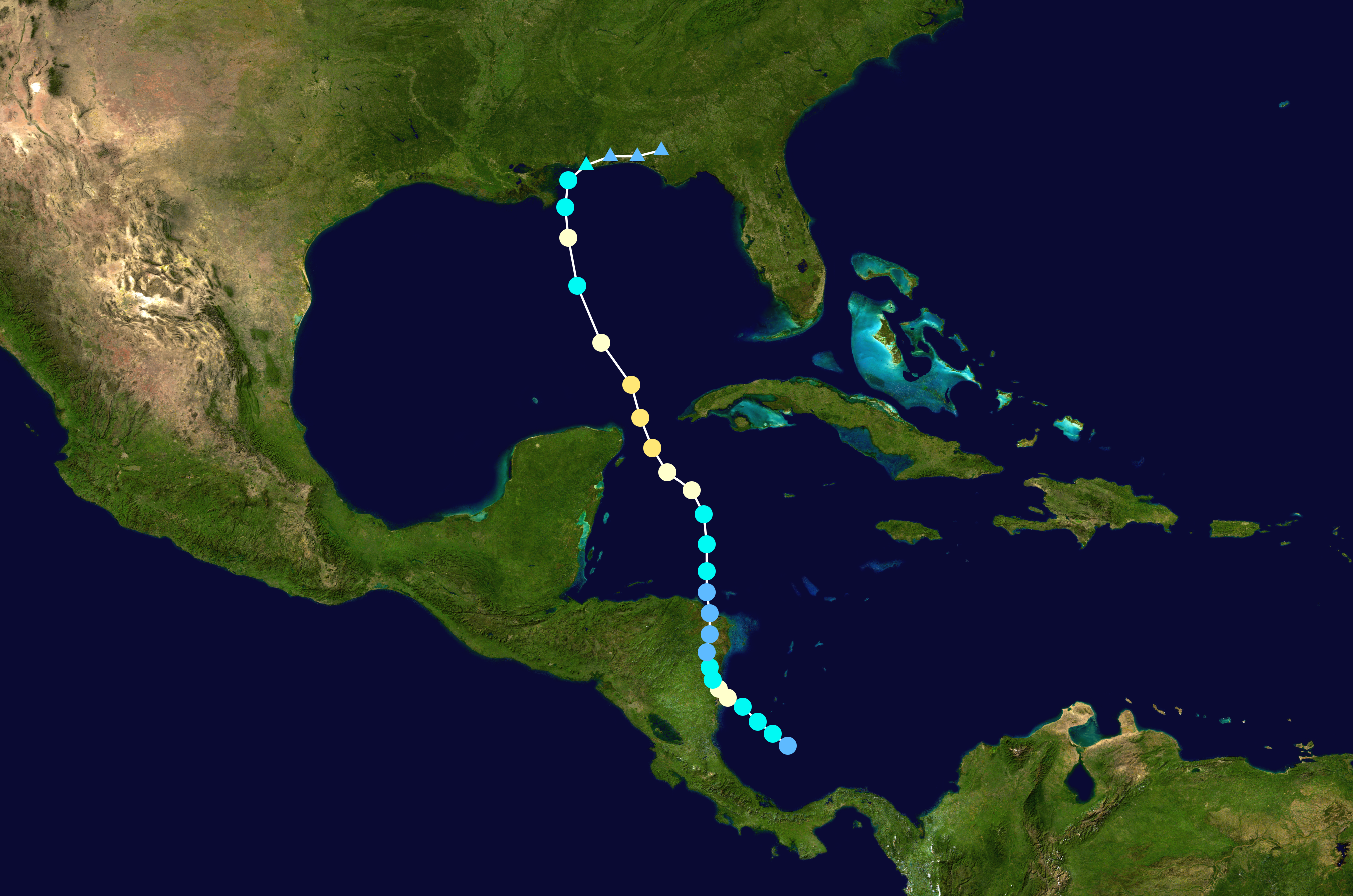
Траектория движения Урагана Ида

В конце дня 2 ноября 2009 года из ложбины пониженного давления в юго-западной части Карибского моря образовалась область низкого давления с фронтом грозовой активности и неорганизованными воздушными потоками. В начале следующих суток циклон сместился к побережью Коста-Рики, продолжая медленное усиление, связанное с факторами сдвигов ветра в нижней части атмосферного образования. Утром 4 ноября Национальный центр прогнозирования ураганов США отметил возможное усиление циклона в течение текущих суток до уровня тропической депрессии, и всего несколько часов спустя было объявлено об образовании одиннадцатой по счёту тропической депрессии в сезоне атлантических ураганов 2009 года. К этому времени циклон находился примерно в ста километрах к югу-юго-западу от острова Сан-Андрес и имел глубокий центр циркуляции с хорошо сформированной конвективной системой воздушных масс.
Спустя шесть часов тропическая депрессия перешла в категорию тропического шторма, став девятым по счёту штормом сезона 2009 года и получив очередное собственное имя Ида из резервированного списка наименований атлантических ураганов сезона. Вскоре после этого авиационная метеорологическая разведка Hurricane Hunters зафиксировала резкую активизацию фронта атмосферных возмущений с постоянной скоростью ветра в образовании, составлявшем 100 км/ч. К вечеру 4 ноября были получены спутниковые снимки в микроволновом диапазоне, на которых чётко выделялся хорошо организованный глаз бури и конвективная система циркуляции воздушных масс вокруг него. Утром 5 ноября, находясь у побережья Никарагуа, тропический шторм усилился до урагана первой категории и пару часов спустя обрушился на побережье близ Тасбапауни, постоянная скорость ветра при этом достигала 120 км/ч.
В течение нескольких часов прохождения урагана по территории Никарагуа его сила начала ослабевать вследствие контакта с сушей, сухим воздухом и последовавшей в связи с этим сильной дезорганизацией конвективной системы урагана, который в конце суток перешёл в категорию тропического шторма. Национальный центр прогнозирования ураганов США (NHC) выпустил прогноз, согласно которому Ида должна была пройти через Центральную Америку в качестве тропического шторма или тропической депрессии и вновь выйти в акваторию Карибского моря в районе северного побережья Гондураса. Поздним вечером 5 ноября Ида действительно ослабла до уровня тропической депрессии, при этом начался процесс разделения центра циркуляции воздушных масс и центра низкого давления циклона. Тем не менее, на следующей день Ида вышла к воде, перестроила свою конвективную систему и через несколько часов прохождения над тёплыми водами северо-западной части Карибского моря вновь набрала мощь тропического шторма.
8 ноября Ида усилилась до урагана второй категории, находясь уже продолжительное время в Карибском море, постоянная скорость ветра при этом достигла 165 км/ч. 9 ноября ураган Ида вышел в Мексиканский залив и, двигаясь к континентальной части суши стал постепенно терять свою силу, к концу суток постоянная скорость ветра в урагане упала до 110 км/ч, что соответствует уровню тропического шторма по шкале классификации ураганов Саффира — Симпсона. В 7 часов утра по центральноамериканскому времени 10 ноября тропический шторм обрушился на морское побережье штата Алабама в районе города Бон-Секу, а спустя всего два часа реорганизовался в форму внетропического шторма. Остатки стихии последний раз были зарегистрированы метеорологическими станциями 13 ноября в открытой части Атлантического океана.

## Подготовка

### Никарагуа и Гондурас

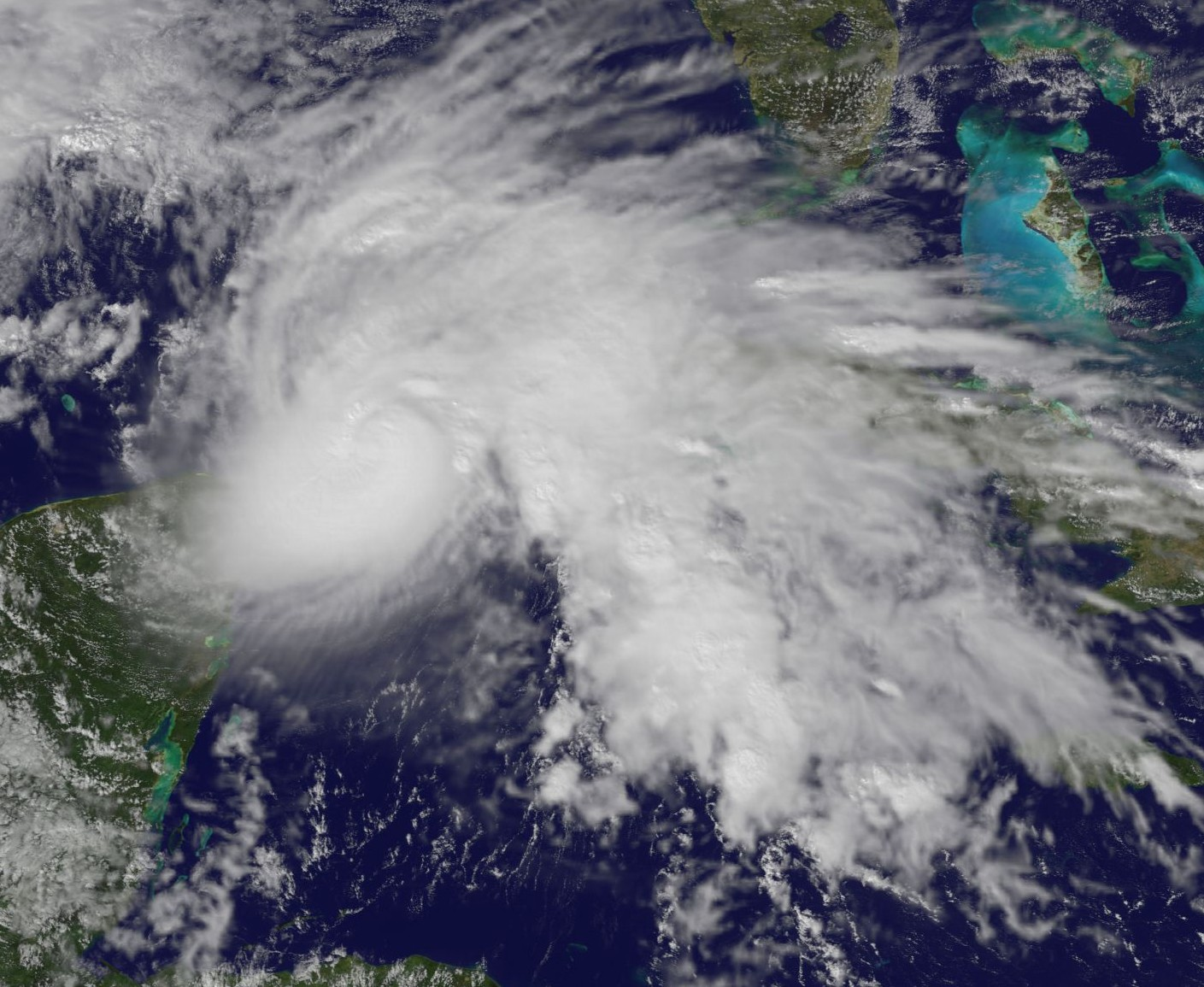
Ураган Ида 9 ноября 2009 года

При подходе Урагана Ида правительство Никарагуа объявило штормовое предупреждение на всей территории страны. По прогнозам метеорологов уровень осадков должен был составить более 500 миллиметров, поэтому власти провели эвакуацию более трёх тысяч человек из районов, наиболее подверженных наводнениям и оползням. 1100 человек были эвакуированы с островов Маис-Гранде и Маис-Пекенья в первую очередь из частных домов, которые могли не выдержать напора ураганного ветра. Ещё 1100 человек в городе Блуфилдс были укрыты в специальных убежищах. Власти страны начали аккумуляцию материалов и предметов первой необходимости таких, как продукты питания, тёплые одеяла и воду, из расчёта необходимости обеспечения около 20 тысяч человек после прохождения урагана через территорию страны.
День спустя правительство Гондураса также объявило штормовое предупреждение, подчёркивая высокую степень вероятности выпадения обильных осадков и прохождения сильного грозового фронта. Уровень опасности в Гондурасе был повышен до «жёлтого» статуса.

### Соединённые Штаты
Губернатор штата Луизиана Бобби Джиндал объявил чрезвычайное положение на всей территории в связи с прогнозируемым проходом урагана по штату Луизиана. Ураган, однако, вышел на континентальную часть в 160 километрах к востоку от Луизианы, накрыв морское побережье штата Алабама.

## Вторжение

### Никарагуа
| Список сильнейших тропических циклонов в Никарагуа по уровню выпавших на территории страны осадков | Список сильнейших тропических циклонов в Никарагуа по уровню выпавших на территории страны осадков | Список сильнейших тропических циклонов в Никарагуа по уровню выпавших на территории страны осадков | Список сильнейших тропических циклонов в Никарагуа по уровню выпавших на территории страны осадков | Список сильнейших тропических циклонов в Никарагуа по уровню выпавших на территории страны осадков |
| Осадки                                                                                             | Осадки                                                                                             | Осадки                                                                                             | Шторм                                                                                              | Метеорологическая станция                                                                          |
| Место                                                                                              | (мм)                                                                                               | (дюймов)                                                                                           | Шторм                                                                                              | Метеорологическая станция                                                                          |
| -------------------------------------------------------------------------------------------------- | -------------------------------------------------------------------------------------------------- | -------------------------------------------------------------------------------------------------- | -------------------------------------------------------------------------------------------------- | -------------------------------------------------------------------------------------------------- |
| 1                                                                                                  | 1597                                                                                               | 62,87                                                                                              | Митч (1998)                                                                                        | Пикачо/Чинандега                                                                                   |
| 2                                                                                                  | 1447                                                                                               | 57,36                                                                                              | Алетта (1982)                                                                                      | Чинандега                                                                                          |
| 3                                                                                                  | 500                                                                                                | 19,69                                                                                              | Джоан-Мириам (1988)                                                                                | |
| 4                                                                                                  | 447                                                                                                | 17,60                                                                                              | Герт (1993)                                                                                        | Чинандега                                                                                          |
| 5                                                                                                  | 368                                                                                                | 14,49                                                                                              | Фифи (1974)                                                                                        | Чинандега                                                                                          |
| 6                                                                                                  | 298                                                                                                | 11,72                                                                                              | Альма (2008)                                                                                       | Пунто-Сандино                                                                                      |
| 7                                                                                                  | ~280                                                                                               | ~11,00                                                                                             | Ида (2009)                                                                                         | |
| 8                                                                                                  | 272                                                                                                | 10,70                                                                                              | Цезарь (1996)                                                                                      | Блуфилдс                                                                                           |
| 9                                                                                                  | 181                                                                                                | 7,11                                                                                               | Феликс (2007)                                                                                      | Пуэрто-Кабесас                                                                                     |
| 10                                                                                                 | 162                                                                                                | 6,39                                                                                               | Бета (2005)                                                                                        | Пуэрто-Кабесас                                                                                     |

На всей территории Никарагуа от урагана Ида серьёзно пострадало более 12 тысяч человек. Наибольший ущерб стихия причинила району Каравала и острову Маис-Гранде — в местах, где ураган вышел на морское побережье страны, в общей сложности в данных районах было уничтожено около 80 % всей инфраструктуры. На острове Маис-Гранде ураган разрушил 40 домов, три школы, местную церковь, несколько водонапорных башен и порвал линии электропередач. Примерно 6 тысяч жителей муниципалитетов Санди-Бэй, Каравала, Кукра-Хилла, Лагуна-де-Перлас, Эль-Тортугьеро и населения устья реки Рио-Гранде были эвакуированы по 54-м специальным убежищам и укрытиям от шторма. Власти сообщали о сорока двух индейцев племени мискито, отказавшихся от эвакуации и во время шторма пропавших без вести. На следующий день после прохождения стихии правительственные структуры приступили к подсчёту ущерба, причинённого ураганом. По общим оценкам около 40 тысяч человек осталось без крыши над головой и один человек оказался пропавшим без вести. Мэры нескольких пострадавших городов докладывали о большом числе раненых, пропавших без вести и значительном повреждении инфраструктуры населённых пунктов, при этом информация из разных источников существенно различалась между собой. По состоянию на 6 ноября 2009 года официально был признан факт полного разрушения 530 жилых домов и серьёзного повреждения ещё 240 строений.
Уровень выпавших осадков оказался значительно меньше, чем предполагали синоптики по спутниковым снимкам и данным метеозондов. Вдоль прибрежной полосы Никарагуа выпало до 280 миллиметров дождей, в то время, как в центральной части уровень осадков едва достигал 200 мм. Подсчитанный ущерб от урагана Ида на острове Маис-Гранде составил около 30 миллионов никарагуанских кордоб (1,45 миллионов долларов США), муниципалитету Каравала «визит» Иды обошёлся в 16 млн кордоб (около 770 тыс. долларов США).
Вскоре после ухода стихии около 700 человек сил гражданской обороны приступили к работе в пострадавших от урагана районах страны, однако из-за серьёзно повреждённых дорог и другой инфраструктуры передвижения спасательные операции шли слишком медленно. Армия Никарагуа выделила для поисково-спасательных групп четыре вертолёта и два самолёта Ан-2 с экипажами.

### Сальвадор
В первоначальных докладах властей страны сообщалось о 124 погибших от прохождения урагана Ида. Впоследствии данные утверждения были опровергнуты специалистами Национального центра прогнозирования ураганов США, установившими, что причиной наводнений и массовых оползней стал ни сам ураган, а обширная система низкого давления, находившаяся в открытой части Тихого океана.

### Соединённые Штаты

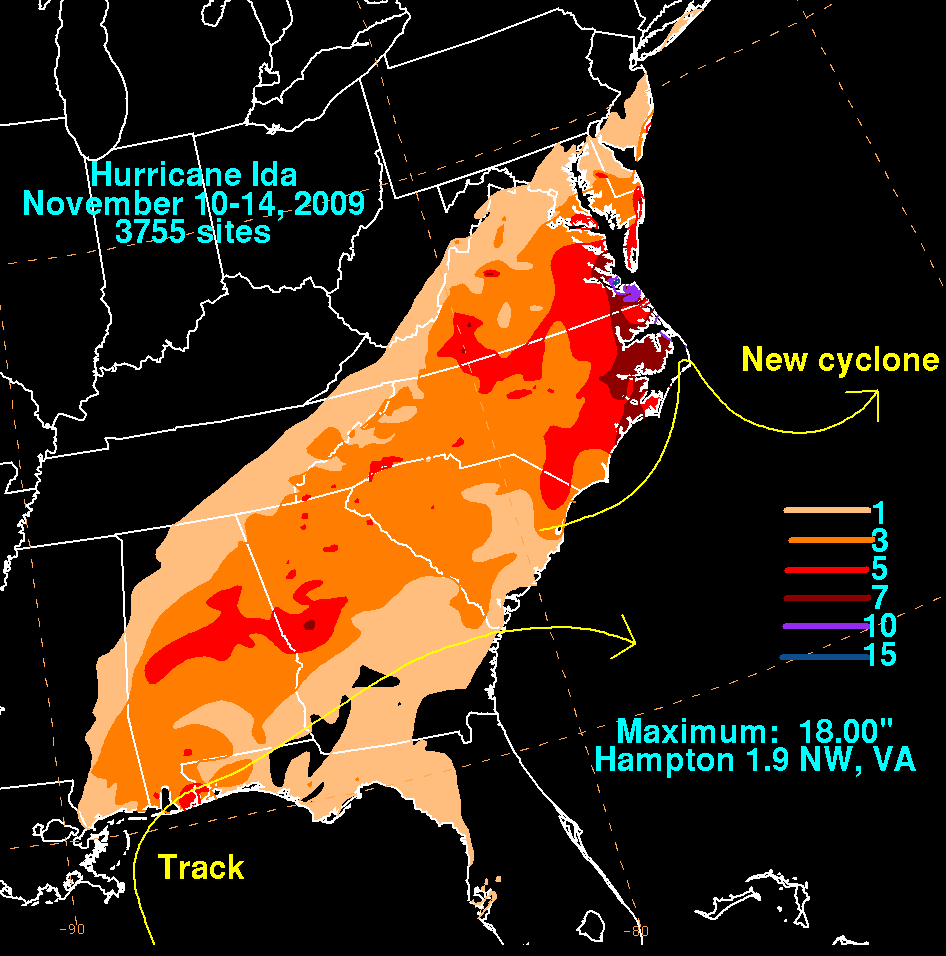
Карта осадков восточного побережья Соединённых Штатов в период с 10 по 14 ноября 2009 года

После контакта с континентальной частью суши в штате Алабама, сила тропического шторма резко пошла на спад, а сам циклон реорганизовался во внетропический шторм. В штате Луизиана погиб ловец креветок, которого штормовая волна смыла в океан со своей лодки. В Атланте, штат Джорджия выпало более 100 миллиметров осадков в течение 11 ноября, что повлекло за собой обширные паводки. Остатки шторма причинили серьёзный ущерб прибрежным регионам атлантического побережья Соединённых Штатов, при этом наибольшее количество осадков (303 мм) по первичным докладам метеорологов было зарегистрировано в городе Чесапик, штат Виргиния. Повторный анализ синоптической карты Гидрометеорологическим центром США показал максимум осадков в городе Хэмптон, штат Виргиния, где в период с 10 по 14 ноября выпало около 457 миллиметров дождей.
Всего в США от удара стихии погибло девять человек, в том числе трое — в штате Виргиния. В штатах Виргиния и Северная Каролина без электроснабжения осталось несколько тысяч жителей. В городе Мурсвилл (Северная Каролина) от падения вырванного с корнем дерева на автомашину 11 ноября погиб один человек. В штате Нью-Джерси было закрыто большинство автомобильных дорог, погибло шесть человек, остальную большую группу автомобилистов удалось спасти силами аварийно-спасательных групп штата. Порывы ветра в Нью-Джерси достигали 145 км/ч, при том, что стихия уже несколько суток находилась в стадии внетропического шторма.
Наибольший ущерб в США ураган Ида причинил штату Алабама (3,5 миллионов долларов США вследствие сильной эрозии прибрежных пляжей) и штату Нью-Джерси, где сумма убытков составила 168 млн долларов США, сложившись главным образом из-за ущёрба инфраструктуре прибрежных районов.